# Dãy núi Plessur
Dãy núi Plessur là một rặng núi thuộc rặng Alpes orientales centrales, dãy núi Alpes, ở phía đông Thụy Sĩ. Tên rặng núi này đặt theo tên sông Plessur, bắt nguồn từ giữa rặng núi này.
Rặng núi Plessur chia cách với dãy Alpes glaronnaises ở phía tây bởi thung lũng sông Rhine; chia cách với dãy Rätikon ở phía bắc bởi thung lũng sông Landquart (Prättigau); chia cách với Dãy núi Albula ở phía đông nam bởi thung lũng sông Landwasser; chia cách với dãy núi Oberhalbstein ở phía nam bởi thung lũng sông Albula.
Rặng núi Plessur là đầu nguồn của các sông Rhine, Plessur, Landwasser và Landquart. Trạm trượt tuyết Arosa nằm ở giữa rặng núi này.
Một đèo của dãy núi Plessur là đèơ Strela, từ Davos tới Langwies, có độ cao 2377m.

## Các ngọn núi chính

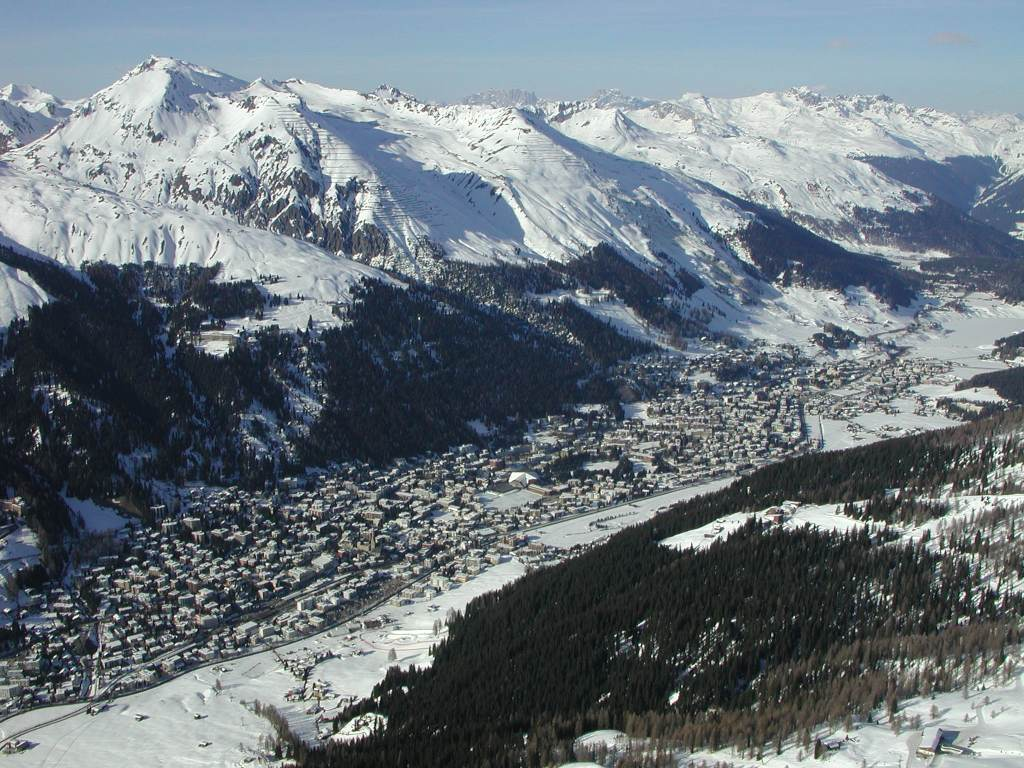
Trạm Davos

- Aroser Rothorn, 2980 m
- Erzhorn, 2924 m
- Lenzerhorn, 2906 m
- Parpaner Rothorn, 2861 m
- Weissflue, 2844 m
- Guggernell, 2810 m
- Tiejerflue, 2781 m
- Amselflue, 2781 m
- Sandhubel, 2764 m
- Tschirpen, 2728 m
- Schiahorn, 2709 m
- Chüpfenflue, 2658 m
- Aroser Weisshorn, 2653 m
- Schiesshorn, 2605 m
- Stätzerhorn, 2574 m
- Casanna, 2557 m
- Aroser Weisshorn, 2556 m
- Hochwang, 2533 m
- Fulbergegg, 2529 m

## Các trạm thể thao mùa đông

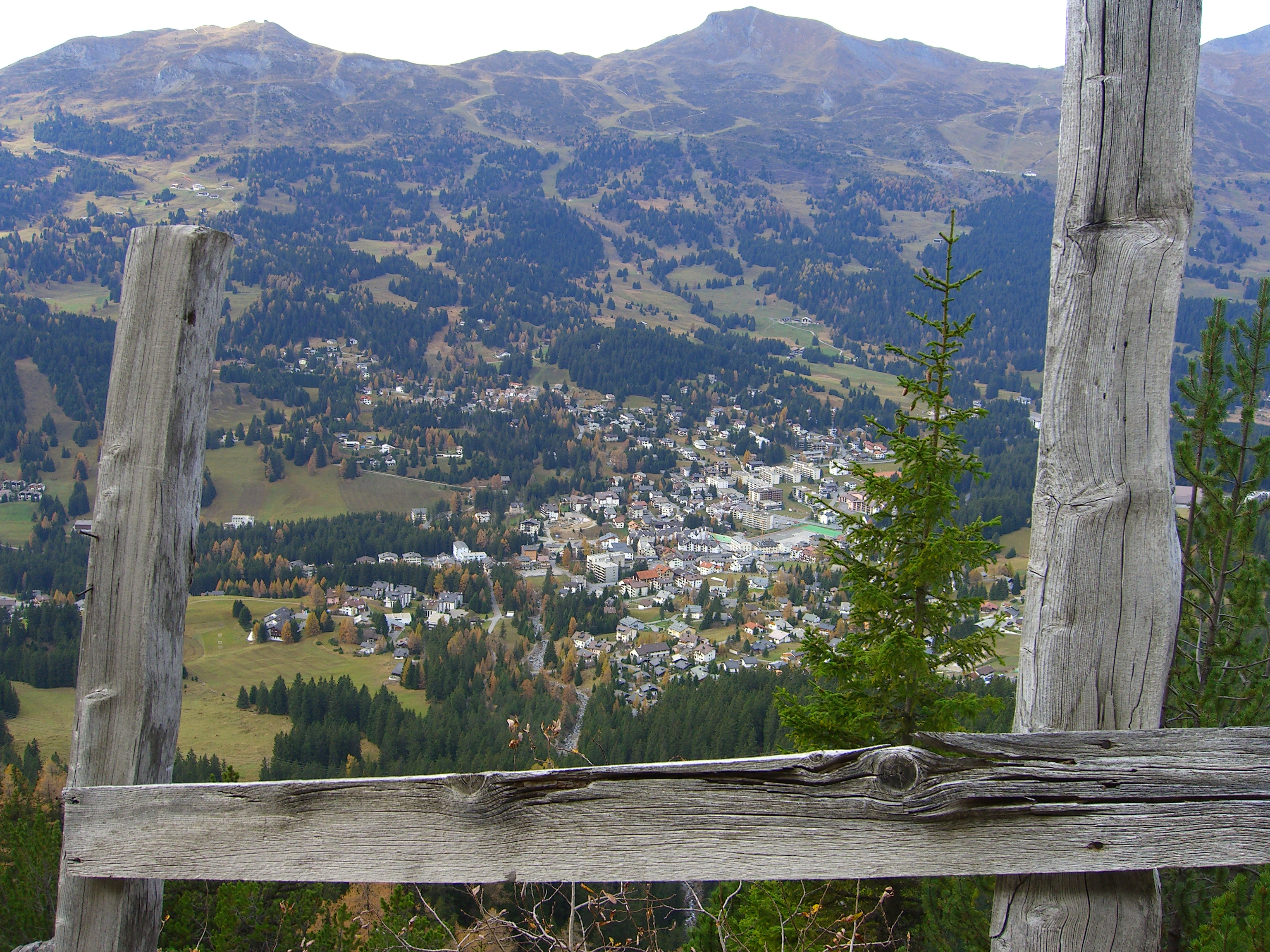
Trạm Lenzerheide

- Arosa
- Chur
- Churwalden
- Davos
- Grüsch
- Klosters-Serneus
- Lenzerheide

## Hình ảnh

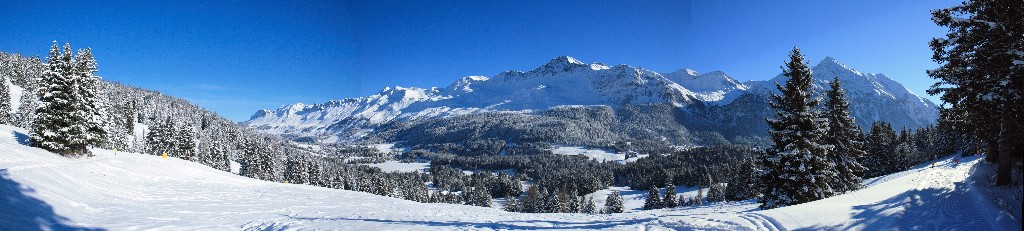
Toàn cảnh (trong thung lũng Lenzerheide)

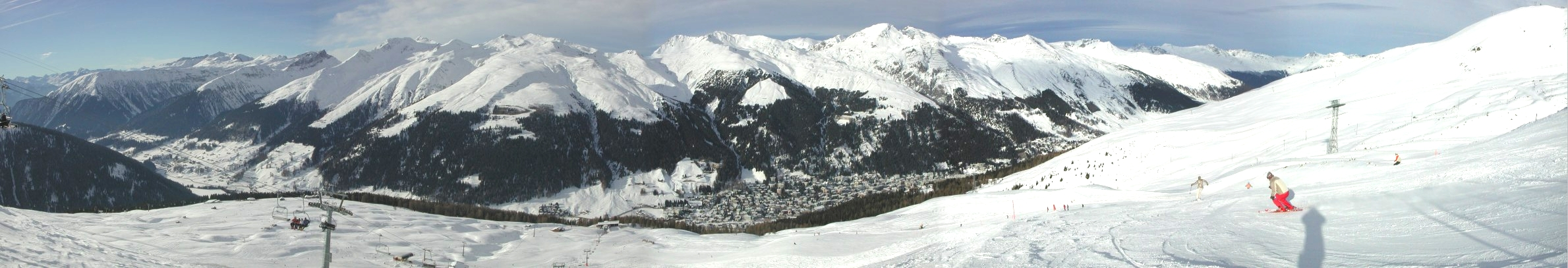
Toàn cảnh, nhìn từ rặng Albula

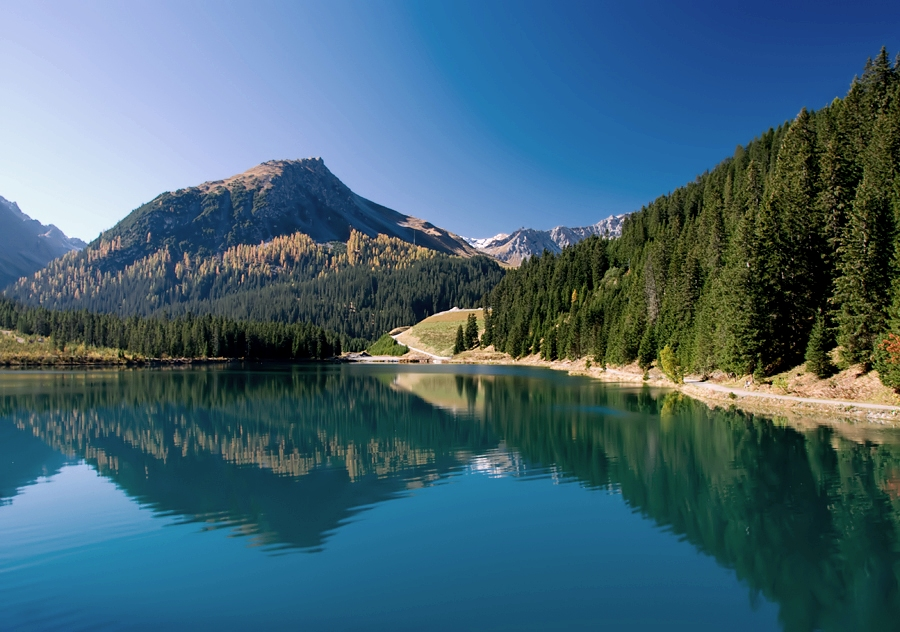
Hồ gần Arosa
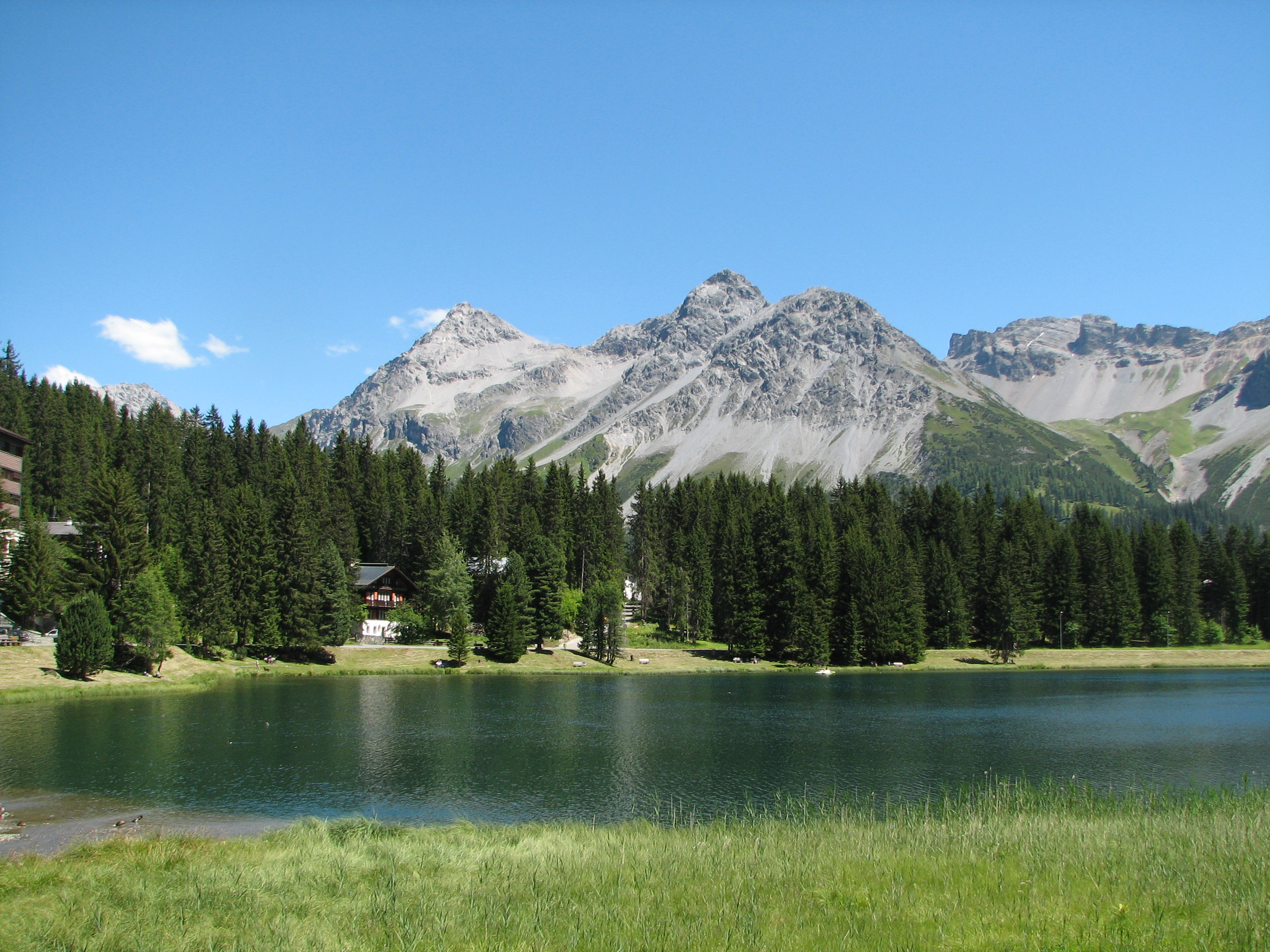
Obersee
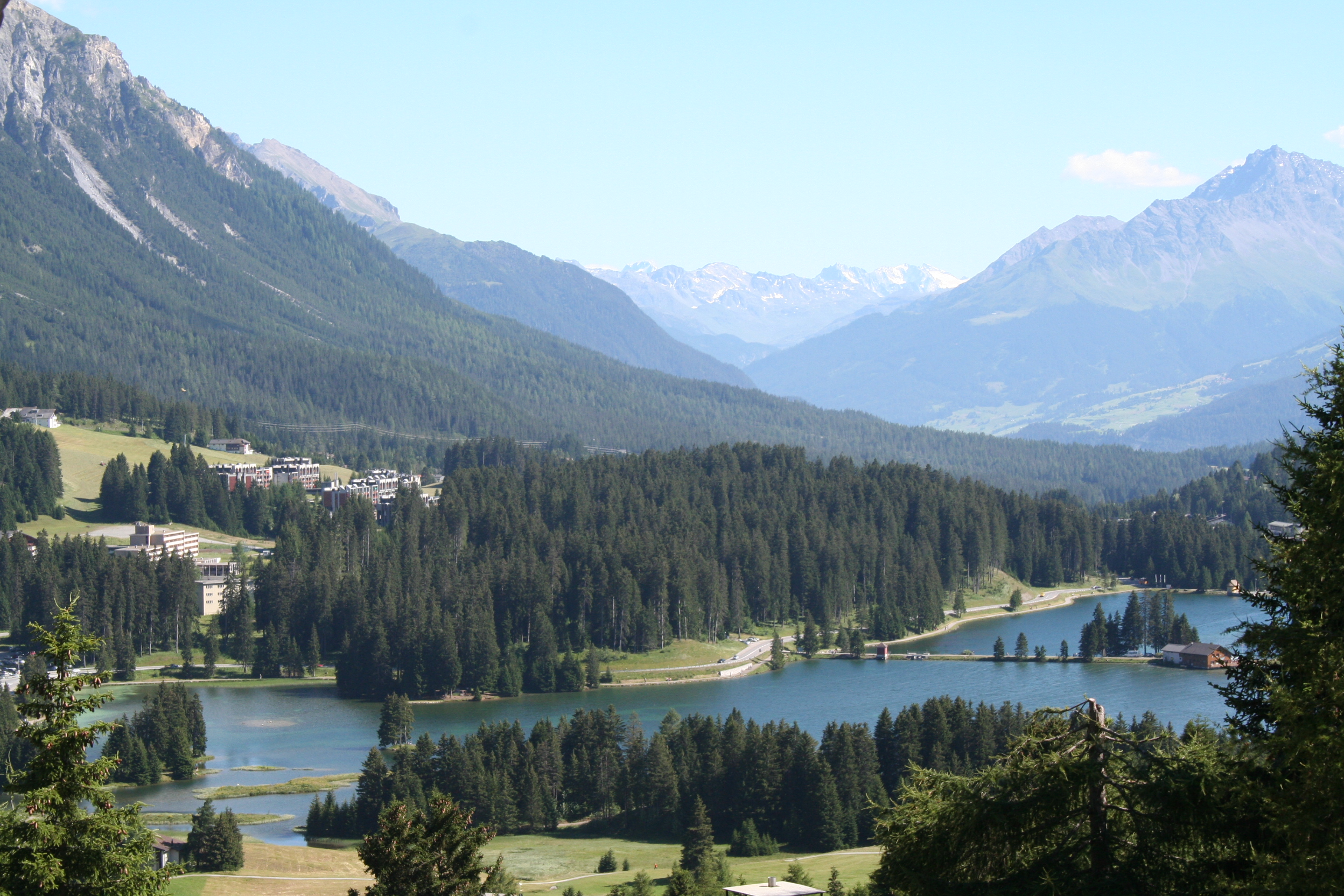
Thung lũng Lenzerheide
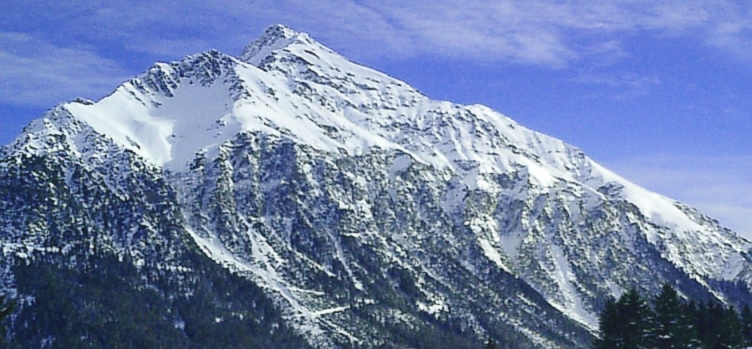
Lenzer Horn
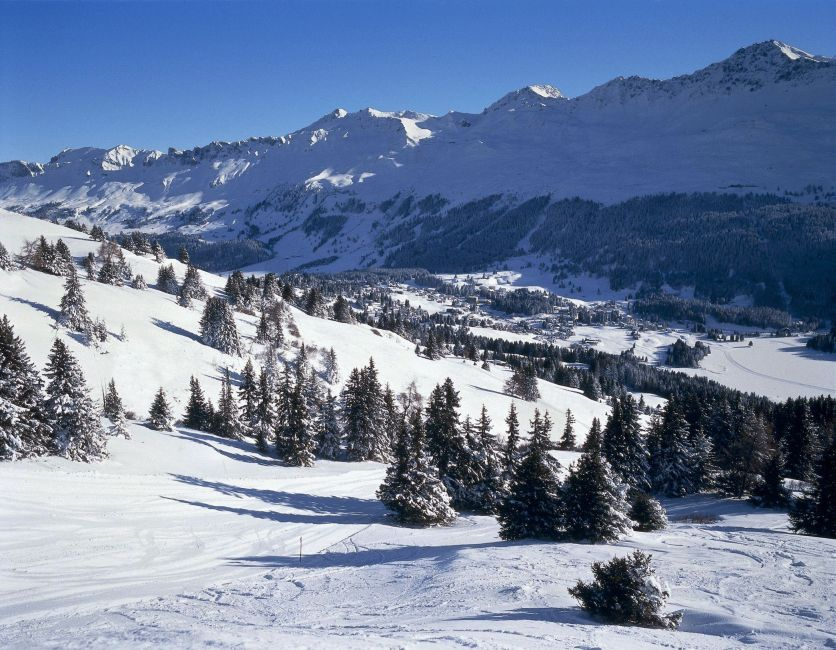
Parpaner Rothorn (bên phải)
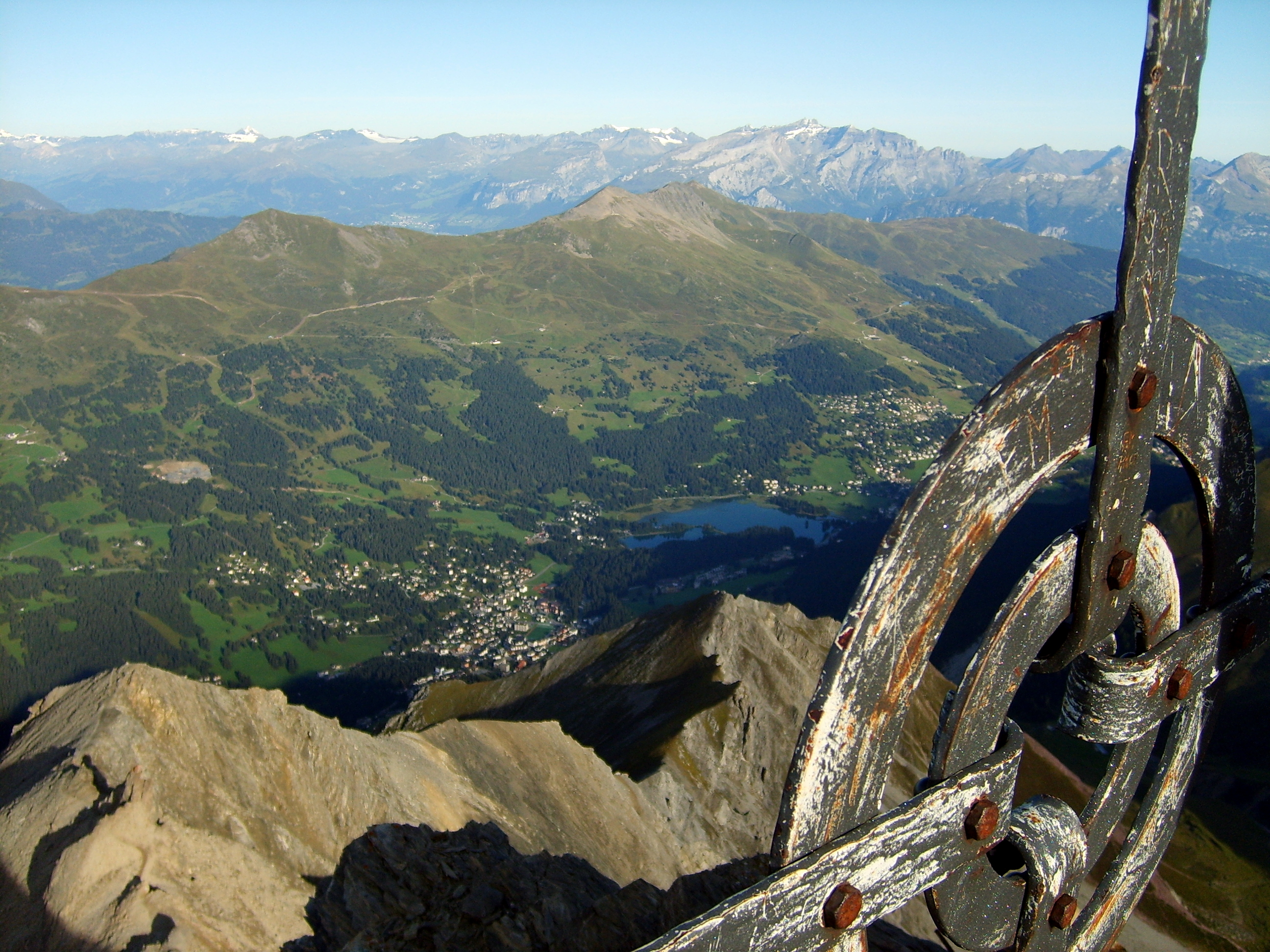
Ngọn Lenzer Horn